# Tizenegyszög
A geometriában a tizenegyszög egy tizenegyoldalú sokszög.
A szabályos sokszögek szögeire ismert az alábbi képlet:
{\displaystyle \alpha ={\frac {(n-2)}{n}}\cdot 180^{\circ }}
amely n=11 esetben
{\displaystyle \alpha ={\frac {9}{11}}\cdot 180^{\circ }=147{,}272727...^{\circ }}
tehát a szabályos tizenegyszög belső szögei 147,272727… fokosak.
A szabályos tizenegyszög nem szerkeszthető körzővel és vonalzóval.
A szabályos tizenegyszög területe, az oldalhosszat a-val jelölve, a következő:
{\displaystyle A={\frac {11}{4}}a^{2}\cot {\frac {\pi }{11}}\approx a^{2}\cdot 9{,}36564.}
A szabályos tizenegyszög oldalhossza és a köréírható kör sugara között az alábbi összefüggés mutatható meg:
{\displaystyle a=2\cdot r\cdot \sin {\frac {\pi }{11}}\approx r\cdot 0{,}5631872641543986}
így a terület a sugár függvényében a következő:
{\displaystyle A=11r^{2}\sin {\frac {\pi }{11}}\cos {\frac {\pi }{11}}\approx r^{2}\cdot 2{,}9721845458964307}

## Pénzérmék
A kanadai egydolláros érmét (a loonie-t) egy szabályos tizenegyszög alapú hasábra mintázták. Az indiai kétrúpiást úgyszintén.

## Külső hivatkozások
- A tizenegyszög tulajdonságai interaktív animációval
- Weisstein, Eric W.: Hendecagon (angol nyelven). Wolfram MathWorld